# Abri Reverdit
L'abri Reverdit est un abri sous roche situé dans la commune de Sergeac, dans la vallée de la Vézère, en Dordogne. Occupé durant le Paléolithique supérieur, il se distingue par la présence d'une frise sculptée datée du Magdalénien,.

## Historique
Le site a été découvert en 1878 par Alain Reverdit,. La même année, il y effectue les premières fouilles, M. Féaux et M. Hardy procèdent à leurs propres recherches l'année suivante, M. Castanet en 1909, L. Didon et Denis Peyrony en 1910 et F. Delage entre 1911 et 1914. Ce dernier découvre 19 blocs sculptés. Cependant, il faut attendre 1923 pour que le bas-relief de la voute soit identifié par M. Castenet. Un relevé partiel est effectué et publié la même année par l'abbé Henri Breuil. Louis Capitan et Denis Peyrony en font rapidement l'expertise et obtiennent le classement du site comme monument historique en 1924. La même année un mur est construit pour clôturer totalement l'abri. La publication générale du site est effectuée en 1935 par F. Delage, qui avait effectué le relevé complet du bas-relief en 1927.
Un nouveau croquis, sans doute effectué à partir d'une photo, est publié en 1965 par André Leroi-Gourhan. La dernière opération de fouille a lieu entre 1985 et 1987, dans le cadre de travaux d'aménagement. D. Robin et A. Roussot reprennent la coupe des niveaux archéologiques des fouilles anciennes et identifient plusieurs foyers.
L'analyse du matériel archéologique découvert lors des différentes campagnes de fouilles est effectuée par différents chercheurs. Denise de Sonneville-Bordes étudie par exemple l'industrie lithique. L'étude complète de la frise sculptée a été effectuée très récemment par C. Bourdier.

## Description
L'abri Reverdit n'est pas isolé, puisqu'une dizaine d'autres sites de la même période sont recensés dans la même zone. Situé au pied d'une falaise orientée vers l'est, il mesure 15 m de large, 5 m de profondeur, 3 m de hauteur et est donc plutôt petit si on le compare aux autres abris de la région. Une terrasse en pente douce permet d'y accéder. La voute est quasiment entièrement effondrée.

## État de conservation
Le site a été fortement altéré depuis la Préhistoire. La source d'eau présente dans l'abri, la gélifraction, le développement de végétaux et de mondmilch sur la paroi rocheuse sont les principaux facteurs naturels de dégradation. À ces derniers, s'ajoutent des facteurs humains.
Au moment de sa découverte, le site était utilisé comme bergerie. Lors des recherches, plusieurs actions ont contribué à sa dégradation. Ainsi, les figures de la frise ont été "grattées" pour les faire ressortir. Des traces d'outils métalliques sont désormais visibles sur la paroi rocheuse. La quasi-totalité du sédiment des couches archéologiques a été extrait lors des fouilles anciennes qui, par ailleurs, n'ont quasiment pas été documentées. Même dans les recherches récentes de Robin et de Roussot, il n'y a pas eu de tamisage du sédiment, ni de prise en compte de la répartition spatiale des vestiges. Ces derniers, exhumés lors des différentes campagnes de fouilles, sont perdus pour leur plus grande part, et dispersés et mélangés pour ceux qui sont conservés. En conséquence, l'état actuel du site diffère très fortement de son état originel et les informations disponibles pour son étude sont lacunaires.

## Datation et chronologie
Le site a été fréquenté durant la fin du Paléolithique supérieur, au Magdalénien et peut-être dès le Badegoulien si on se réfère à la typologie des outils en os et en roche taillée découverts,,. L'occupation a probablement été relativement longue. Les recherches les plus récentes de Robin et Roussot montrent la présence de trois couches d'occupation, au moins dès le Magdalénien inférieur et jusqu'au Magdalénien supérieur.
Les datations par le carbone 14 confirment cette hypothèse et indiquent une fréquentation entre environ 17 000 et 15 000 ans avant le présent (AP). La datation directe de la frise sculptée est impossible mais la présence d'outils ayant potentiellement servi à sa réalisation dans les couches archéologiques suggèrent sa contemporanéité avec l'occupation magdalénienne, plus précisément durant les phases moyennes et supérieures de cette culture.

## Vestiges

### Mobilier archéologique
Les objets découverts lors des différentes campagnes sont très diversifiés. Les outils en os, bien que rares, sont variés, certains outils sont décorés. On trouve des sagaies à rainure et des baguettes demi-rondes. Des éléments de parure, des plaquettes et des galets gravés ont également été exhumés sur le site. En comparaison, l'outillage en pierre taillée est abondant.
Les seuls éléments pouvant être mis en lien avec la frise sculptée sont des pics ayant peut-être servi à sa réalisation. La présence de substances colorantes dans les couches archéologiques est un argument en faveur de l'utilisation de peinture sur les parois de l'abri et donc sur la frise sculptée.
Les restes fossiles appartiennent à différentes espèces chassées par les populations du Paléolithique supérieur, notamment des chevaux, des cerfs, des bouquetins et des grands bovidés.

### Frise sculptée
La frise sculptée se situe dans la partie supérieure de l'abri. Elle mesure environ 3,5 m de long et est à hauteur d'homme. Encore aujourd'hui, il n'existe pas de consensus sur le nombre et l'identification des figures, car ces dernières sont très détériorées. Seules quatre figures sont clairement identifiées : un avant-train de cheval séparé par une diaclase d'un second cheval et de deux bisons disposés en file. En outre, Breuil et Delage évoquent la présence d'une tête de cheval superposée au premier cheval et un petit bison entre les deux gros bisons, mais les recherches récentes ne confirment pas la présence de ces figures. Selon Leroi-Gourhan, on pourrait identifier une tête de carnassier sur la droite, dans la suite de la frise. Il s'agirait toutefois d'un relief naturel et non d'une sculpture. Les recherches menées par Bourdier ont permis d'identifier une probable tête de cheval supplémentaire. D'autres figures sont suspectées. Tous les animaux sont représentés de profil et sont tournés vers la vallée de la Vézère.
Ces figures sont de dimensions relativement homogènes. Elles mesurent plusieurs dizaines de centimètres de long et de haut. Elles sont réalisées par un piquetage de la roche qui permet de dégager un bas-relief. Quelques variations dans la technique suggèrent des différences chronologiques dans la réalisation des œuvres. Toutefois, le style de représentation est homogène. Malgré tout, Bourdier identifie trois phases d'intervention : deux bisons auraient été réalisés lors d'une première phase, puis dans un second temps auraient été remplacés par un grand bas-relief avec des chevaux et des bisons, et dans un troisième temps le premier bison aurait été retouché, sa tête supprimée. La frise serait demeurée inachevée et aurait été abandonnée.

### Blocs gravés
Outre ces figures, 19 blocs gravés ont été exhumés lors des fouilles, provenant probablement au moins en partie d'un effondrement de la voute. On a identifié 4 figures sur leur surface, notamment la moitié inférieure d'un bison et l'arrière-train d'un bovidé. De nombreux blocs présentent des cupules. Certains présentent des traces de peinture noire et rouge.

## Comparaison
Plusieurs sites du Paléolithique supérieur présentent également des frises sculptées. À quelques kilomètres seulement de l'abri Reverdit, l'abri de Cap Blanc présente une frise sculptée très comparable par certains aspects. Les deux frises, figurant entre autres des animaux, sont contemporaines et étaient rehaussées par de la peinture. Dans les deux cas, elles ont été modifiées au cours du Magdalénien. Cependant, l'abri Reverdit se distingue par le fait que les figures sont peu profondes. D'autre part, la morphologie des chevaux et des bisons des deux sites témoigne de deux styles différents.
Par le nombre et la qualité des figures, la plus importante frise sculptée de cette période du Paléolithique supérieur est cependant celle du Roc-aux-Sorciers, dans la Vienne. Comme dans l'abri Reverdit, on y trouve des représentations abstraites et des représentations d'animaux, notamment de bisons.